# Bataille de Carthage (1861)
Pour les articles homonymes, voir Bataille de Carthage.
 (mai 2020).
Le contenu est difficilement compréhensible vu les erreurs de traduction, qui sont peut-être dues à l'utilisation d'un logiciel de traduction automatique.
Guerre de Sécession
Batailles
Opérations pour contrôler le Missouri
- Boonville
- Cole Camp
- Carthage
- Wilson's Creek
- Dry Wood Creek
- Liberty
- Lexington (1re)
- Fredericktown
- Springfield (1re)
- Mount Zion Church
- Blackwater Creek (en)

La bataille de Carthage a eu lieu au début de la Guerre de Sécession le 5 juillet 1861, près de Carthage (Missouri). 
Le colonel Franz Sigel commandait 1 100 soldats fédéraux déterminés à maintenir le Missouri au sein de l'Union. La Garde d'État du Missouri était commandée par le gouverneur Claiborne F. Jackson en personne et comptait plus de 4 000 soldats dirigés par Sterling Price, un vétéran de la guerre américano-mexicaine, ainsi que 2 000 hommes non armés qui n'ont pas participé à la bataille.

## Contexte
L'État du Missouri était politiquement divisé avant même le début de la guerre. Saint-Louis et ses comtés environnants sympathisaient généralement avec les États du Nord car elle commerçait avec les États du Nord. De plus la région comptait peu d'esclaves et abritait une importante population d'immigrants allemands, dont la plupart étaient opposés à l'esclavage. Le gouverneur du Missouri Claiborne F. Jackson était pro-sudiste et le reste de l'État était très divisé. En public, Jackson essaya de rester neutre, mais il fut soupçonné par les hommes de l'Union (opposés à l'esclavage) de préparer secrètement la milice d'État à s'emparer de l'arsenal fédéral de Saint-Louis.
En avril 1861, après le tir sur Fort Sumter, le président Abraham Lincoln fit appel à tous les États pour qu'ils fournissent des troupes et puissent vaincre la Confédération. Le Missouri fut invité à envoyer quatre régiments. Le gouverneur Jackson refusa la demande. En lieu et place, il mobilisa la milice de l'État du Missouri, peut-être pour saisir l'arsenal de Saint-Louis. Si telle était bien son intention, elle fut contrée par le nouveau commandant de l'arsenal, le capitaine Nathaniel Lyon du 2e régiment d'infanterie.
Le capitaine Lyon avait auparavant été en poste dans le Territoire du Kansas et avait développé des opinions abolitionnistes. Arrivé en février 1861, Lyon s'associe rapidement à la faction Unconditional Unionist de Saint-Louis. Lyon, comme de nombreux unionistes de Saint-Louis, craignait que le gouverneur Jackson n'employât l'organisation paramilitaire sécessionniste Minutemen et la milice locale du Missouri pour capturer l'arsenal.
À partir du 22 avril 1861, sur ordre du président Lincoln, Lyon rassembla quatre régiments de Federal Missouri Volunteers (principalement d'anciens membres des organisations de jeunesse du Parti républicain Wide Awake) et leur délivra des armes venant des stocks de l'arsenal. Lincoln donna l'ordre de déplacer la plupart des armes restantes de l'arsenal vers l'Illinois, transfert effectué en secret dans la nuit du 24 au 25 avril 1861.
La crise s'aggrava lorsqu'une cargaison d'artillerie de siège confédérée parvint au campement de la milice d'État, Camp Jackson, du 8 au 9 mai 1861. Confronté à ce qu'il regardait comme une preuve évidente de trahison, Lyon fit marcher une force de réguliers fédéraux et ses nouveaux Volontaires du Missouri jusqu'au camp afin d'arrêter la milice. Il encercla ensuite le camp de la milice d'État, forçant les troupes à se rendre ; et, imprudemment, dès ce moment, les fit traverser à pied comme prisonniers Saint-Louis, provoquant par inadvertance une émeute meurtrière (affaire du camp Jackson).
Cette action suscita de vives protestations de la part des habitants du Missouri, et des représentants de la ville de Saint-Louis allèrent jusqu'à demander à Lincoln de limoger Lyon. Cependant, l'opération de Lyon fut soutenue par la plupart des membres de la faction Unconditional Unionist de Saint-Louis, y compris le membre du Congrès Francis P. Blair, Jr., frère du maître des postes de Lincoln, Montgomery Blair. Les frères Blair s'arrangèrent pour que Lyon fût promu général de brigade. 
Les préoccupations persistantes des Unconditional Unionist relativement aux aménagements apportés aux autorités de l'État par le général William S. Harney, commandant du département de l'Ouest, conduisirent au renvoi de Harney le 31 mai 1861.

## Prélude
Conduite par le gouverneur Jackson, la garde d'État du Missouri mena une campagne défensive vigoureuse et arrêta l'avance de l'Union à Carthage. Le 10 juin 1861, Lyon rencontra le gouverneur Jackson et le major-général de la Garde d'État du Missouri, Sterling Price, à l'hôtel de Saint-Louis Planter's House dans une dernière tentative de résolution des revendications contradictoires de la souveraineté fédérale et de l'État. La conférence s'avéra vaine, les deux parties effectuant des demandes mutuelles inacceptables. Après quatre heures, Lyon mit brusquement fin à la réunion, et Jackson et Price se retirèrent à Jefferson City, ordonnant que les ponts ferroviaires fussent brûlés derrière eux.
Lyon déplaça des éléments de sa garnison de Saint-Louis sur le fleuve Missouri par bateau à vapeur pour capturer la capitale de l'État, Jefferson City. Le colonel Franz Sigel prit le commandement d'un deuxième élément de troupes fédérales se déplaçant de Saint-Louis dans le sud-ouest du Missouri pour couper les forces de la Garde d'État du Missouri qui auraient pu battre en retraite au sud, face à l'avance de Lyon. Le 12 juin, il commença à déplacer ses premier et deuxième bataillons, ainsi que cinq compagnies d'infanterie, deux compagnies de fusiliers et une batterie d'artillerie vers Springfield.
La Garde d'État du Missouri de Jefferson s'est retirée à Boonville, où une escarmouche eut lieu le 17 juin. Lyon prit rapidement la ville et chassa la Garde d'État du Missouri vers le sud. En raison de difficultés logistiques, Lyon ne put suivre les gardes en retraite. Un autre groupe de gardes d'État situé à Lexington se déplaça également vers le sud sous le commandement de Sterling Price, après avoir appris la défaite de Boonsville. Les troupes de Sigel parvinrent à Springfield et prirent rapidement la ville. Ils se préparèrent à marcher vers Carthage, espérant rattraper les gardes d'État en retraite.
Les unités de Jackson et de Price se réunirent à Lamar le 3 juillet, et commencèrent à s'organiser. L'armée de Jackson passa à 6 000 hommes, dont un grand nombre se joignit à la marche vers le sud. Cependant, les forces de Lamar n'étaient généralement armées que de fusils de chasse, de couteaux ou, dans certains cas, ne disposaient d'aucune arme. Le lendemain, 4 juillet, Sigel arriva à Carthage avec 1 100 hommes.

## Bataille
Apprenant que Sigel avait établi son camp à Carthage, le gouverneur Jackson se saisit du commandement et élabora des plans pour attaquer la force de l'Union, mieux armée mais plus petite. Le matin du 5 juillet, Jackson fit marcher ses soldats vers le sud. Les armées rivales se rencontrèrent à 15 km au nord de Carthage. La Garde d'État hissa deux drapeaux confédérés de chaque côté de sa ligne, qui s'étendait sur un demi-mille. Les hommes de Sigel firent une démonstration impressionnante en formant une ligne de bataille et en s'approchant à 800 mètres des troupes de la Garde d'État.
Sigel, réfractaire à un assaut, ordonna un tir d'artillerie. Jackson répondit de sa propre artillerie. Jackson et la Garde d'État s'élancèrent ensuite vers la brigade de Sigel, les engageant au combat. Ils les poursuivirent vers le sud durant 15 km, jusqu'à atteindre la périphérie de Carthage. Jackson demanda à ses hommes de se séparer et de tenter l'encerclement des forces de Sigel ; la bataille continua de façon régulière tout au long de la journée, jusqu'à l'affrontement des deux forces sur la place de Carthage. Les deux camps s'engagèrent alors dans des escarmouches. À ce moment, Sigel apprit qu'un grand corps de gardes - recrues en fait toutes non armées - se déplaçait dans les bois sur sa gauche, à l'extérieur de la ville. Craignant que cette force ne tournât son flanc, il ordonna une retraite. La Garde d'État le poursuivit, mais Sigel mena avec succès une action d'arrière-garde. Le soir, Sigel était de retour à Carthage. Il se replia vers Sarcoxie à la faveur de l'obscurité.

## Conséquences
La bataille fut une victoire stratégique de la Garde d'État du Missouri en grande partie grâce aux nouvelles tactiques introduites sur le champ de bataille par des partisans indépendants servants sous les ordres du capitaine Jo Shelby. La bataille de Carthage joua un rôle déterminant pour situer le Missouri dans la guerre, car elle incita au recrutement des régiments du Sud. Fondateur du comté qui combattit dans la bataille, ensuite élu lieutenant-colonel du 13e régiment de cavalerie du Missouri et du 5e d'infanterie du Missouri, l'avocat Robert Wells Crawford servit de recruteur pour l'armée des États confédérés du Missouri, poste auquel il fut nommé par Waldo P. Johnson, ancien sénateur des États-Unis du Missouri dans une lettre adressée au gouverneur en exil du Missouri, Jackson, le 24 octobre 1862.

## Signification
Chronologiquement, la bataille de Carthage est la première grande bataille après l'invocation par Lincoln du « pouvoir de la guerre », valant déclaration de guerre, dans son message au Congrès du 4 juillet 1861. Elle est importante sur les plans stratégique et tactique. Elle marque la seule fois où un gouverneur d'État américain en exercice mena des troupes sur le terrain, et ce, contre l'Union à laquelle son État appartenait. Servant d'avant-garde à l'armée du gouverneur Jackson, une bande de 150 partisans indépendants était sous le commandement du capitaine Jo Shelby, un fermier du Missouri. Des manœuvres tactiques sur le champ de bataille, sous le feu des batteries de Sigel, le poussèrent à se replier vers Sarcoxie. Les rangers de Shelby « arrachèrent la victoire à Carthage à la barbe de Sigel », et les éléments pro-confédérés du Missouri purent célébrer leur première victoire.